# Серадзкий повет
Серадзкий повет (пол. Powiat sieradzki) — повет (район) в Польше, входит как административная единица в Лодзинское воеводство. Центр повета — город Серадз. Занимает площадь 1491,04 км². Население — 119 268 человек (на 31 декабря 2015 года).

## Административное деление
- города: Серадз, Блашки, Варта, Злочев
- городские гмины: Серадз
- городско-сельские гмины: Гмина Блашки, Гмина Варта, Гмина Злочев
- сельские гмины: Гмина Броншевице, Гмина Бжезнё, Гмина Буженин, Гмина Гощанув, Гмина Клёнова, Гмина Серадз, Гмина Врублев

## Демография
Население повета дано на 31 декабря 2015 года.
| Перепись            | Всего   | Мужчины | Женщины |
| ------------------- | ------- | ------- | ------- |
| Всего               | 119 268 | 58 257  | 61 011  |
| Городское население | 51 819  | 24 499  | 27 320  |
| Сельское население  | 67 449  | 33 758  | 33 691  |